# Nukri Revishvili
Nukri Revishvili - em georgiano, ნუკრი რევიშვილი (Kutaisi, 2 de março de 1987) - é um futebolista georgiano que defende o Anzhi Makhachkala. Atua como goleiro.
Nos tempos de URSS, seu nome era russificado para Nukri Patovich Revishvili (Нукри Патович Ревишвили, em russo).